# Thomas Cobb
Pour les articles homonymes, voir Cobb.
Thomas Cobb, né le 8 juin 1854 à Londres et mort dans la même ville en 15 janvier 1932, est un écrivain britannique, auteur de roman policier et de littérature populaire.

## Biographie
Fils d'un tailleur, il abandonne ses études à 12 ans pour travailler dans la boutique de son père pendant une vingtaine d'années. Il se lance ensuite dans une carrière de romancier et signe plus de 70 romans populaires à partir de 1889 jusqu'à sa mort, dont une bonne vingtaine de romans policiers. Quatre titres parmi ces derniers ont pour héros récurrent l'inspecteur Bedison, notamment Histoire sans issue (The Crime Without a Clue, 1929), paru en France dans la collection Le Masque.
Thomas Cobb est le père de l'écrivain Belton Cobb.

## Œuvre

### Romans

#### SérieInspecteur Bedison
- The Crime Without a Clue (1929) Publié en français sous le titre Histoire sans issue, Paris, Librairie des Champs-Élysées, coll. « Le Masque » no 168, 1934
- Inspector Bedison and the Sunderland Case (1931)
- Inspector Bedison Risk It (1931)
- Who Closed the Casement? (1932)

#### Autres romans
- Brownie's Plot (1889)
- For Value Received (1890)
- The House By the Common (1891)
- On Trust (1891)
- The Westlakes (1892)
- Miss Merewether's Money (1892)
- Wedderburn's Will: a Detective Story (1892)
- The Disappearance of Mr. Derwent: a Mystery (1894)
- Carpet Courtship: A Story of Some Imperfect Persons (1898)
- Cooper's First Term (1899)
- Mr. Passingham (1899)
- The Judgment of Helen (1899)
- Scruples (1900)
- The Dissemblers (1901)
- The Bishop's Gambit (1901)
- Severance (1901)
- The Castaways of Meadow Bank (1901)
- The Head of the Household (1902)
- Lady Gwendoline (1902)
- A Man of Sentiment (1902)
- The Treasure of Princegate Priory (1902)
- The Lost Ball (1903)
- The Composite Lady (1903)
- The Intriguers (1903)
- A Change of Face (1904)
- Mrs. Belfort's Stratagem (1904)
- Sophy Bunce (1905)
- The Friendships of Veronica (1905)
- Collusion (1906)
- Mrs. Erricker's Reputation (1906)
- The Amateur Emigrants (1907)
- A Sentimental Season (1907)
- The Chichester Intrigue (1908)
- The Future Mrs. Dering (1908)
- Mrs. Whiston's House Party (1909) Publié en français sous le titre Garden-Party tragique, Lyon, Éditions du Puits-Pelu, coll. « Le Glaive » no 36, 1949
- Mr. Burnside's Responsability (1909)
- Margaret Rutland (1910)
- The Anger of Olivia (1910)
- The Choice of Theodora (1911)
- A Giver in Secret (1911)
- Phillida (1911)
- The Voice of Bethia (1912)
- Enter Bridget (1912)
- Masterman's Mistake (1913)
- A Marriage of Inconvenience (1913)
- The Transformation of Timothy (1913)
- Andrew and His Wife (1914)
- Lady Sylvia's Impostor (1914)
- The Busy Whisper (1915)
- Mrs. Latham's Extravagance (1915)
- Second in the Field (1916)
- Pat (1916)
- The Hillerway Letters: A Novel (1917)
- Captain Marraday's Marriage (1918)
- While Guy in France: A Novel (1918)
- Mrs. Pomeroy's Reputation (1918)
- The Silver Bag (1919)
- Mr. Preston's Daughter (1920)
- The Impossible Apollo (1920)
- Getting Rid of Ann (1921)
- Priscilla to the Rescue (1922)
- Peggy's Dilemma (1923)
- The Deception of Ursula (1923)
- The Late Mr. Beverley (1924)
- Joanna Sets to Work (1925)
- False Pretences (1926)
- Who Opened the Door? (1928)
- The Sark Street Chapel Murder (1930)
- Crime at Keeper's (1930)
- Death on the Cliff (1932)
- The Metal Box (1933), publication posthume

### Ouvrages de littérature d'enfance et de jeunesse
- The Bountiful Lady: or, How Mary Was Changed From a Very Miserable Little Girl to a Very Happy One (1900)
- The Little Clown (1901)

### Nouvelles
- Five Years After (1903)
- The Venetian Blind (1906)
- The Green Van—The Story of a Jolly Holiday (1908)
- Bounty Sinister (1914)
- Justifying the Means (1922)
- The Upright Grand (1925)
- The Adventures of a Ring (1932)
- A Straightforward Case (1937), publication posthume

### Adaptation cinématographique
- 1920 : Mrs. Erricker's Reputation, film muet britannique réalisé par Cecil M. Hepworth, d'après le roman éponyme publié en 1906

## Sources
- Jacques Baudou et Jean-Jacques Schleret, Le Vrai Visage du Masque, vol. 1, Paris, Futuropolis, 1984, 476 p. (OCLC 311506692), p. 125.